# 重成格
重成 格（しげなり かく、1901年7月13日 - 1956年10月16日）は、日本の内務官僚、政治家。鹿児島県知事（官選第30代、公選初代-第2代）、参議院議員（1期）。

## 来歴
岡山県出身。1925年、東京帝国大学を卒業し、内務省に入省。大阪府官房長、兵庫県内務部長などを務め、1946年（昭和21年）、官選の鹿児島県知事に就任した。翌年には鹿児島県知事選挙に当選し、初代の公選知事となった。
知事当選直後には、内務省検閲課長の前歴から、公職追放を求める運動が起きたり、副知事に県総務部長の保岡武久を起用しようとしたところ、県組織内部からの起用に県議会が反発し、保岡の副知事就任まで半年近くかかるなどの混乱があった。
1949年（昭和24年）6月には、県下に昭和天皇の戦後巡幸があった。天皇に県勢の概要説明を行うとともに行幸役を果たした。
また、知事在任中には、アメリカ合衆国の施政下におかれていた奄美群島の返還運動を積極的に推進し、任期中の1953年（昭和28年）に返還が実現した。
2期8年で知事を退任し、1956年（昭和31年）の第4回参議院議員通常選挙に鹿児島県選挙区から自由民主党公認で立候補し当選したが、その3か月後に病気により国会初登院前に急逝、55歳。死没日をもって勲二等瑞宝章（勲三等からの昇叙）追贈、正五位から従三位に叙される。

## 親族
- 義父 大森鍾一（内務官僚・男爵）